# Gaston Planté
Gaston Planté (22 tháng 4 năm 1834 - 21 tháng 5 năm 1889) là một nhà vật lý người Pháp, người đã phát minh ra pin a-xít chì vào năm 1859, được biết đến là loại pin điện có thể sạc lại đầu tiên trên thế giới được bán trên thị trường với mục đích thương mại, được sử dụng rộng rãi cho ô tô.

## Tiểu sử
Ông sinh ngày 22 tháng 4 năm 1834 tại Orthez, Pháp. Năm 1854, ông bắt đầu làm trợ giảng môn vật lý tại Nhạc viện Thủ công Nghệ thuật ở Paris. Năm 1860, ông được thăng chức vụ Giáo sư Vật lý tại Hiệp hội Bách khoa về Phát triển Hướng dẫn Phổ thông. Một giảng đường ở viện đó đã đặt theo tên của ông.
Năm 1855, Ông phát hiện ra những hóa thạch đầu tiên của loài chim không biết bay thời tiền sử Gastornis (được đặt theo tên của ông) gần Paris. Loài động vật khổng lồ này là họ hàng rất gần của loài tảo cát nổi tiếng ở Bắc Mỹ. Vào thời điểm đó, ông đang bắt đầu sự nghiệp học tập của mình, làm trợ giảng cho AE Becquerel (cha của người đoạt giải Nobel Henri Becquerel). Phát hiện ban đầu này - mặc dù thu hút sự chú ý đáng kể tại thời điểm năm 1855 nhưng nó sớm bị lu mờ bởi những khám phá và phát minh sau đó của ông.
Vào năm 1882, ông đã được bầu làm thành viên của Hiệp hội Triết học Hoa Kỳ.
Ông mất ngày 21 tháng 5 năm 1889 tại Bellevue, Meudon, gần Paris. Năm 1989, Viện Hàn lâm Khoa học Bulgaria đã tạo nên Huân chương Gaston Planté, được trao vài năm một lần cho các nhà khoa học có đóng góp đáng kể trong việc phát triển công nghệ pin a-xít chì.

## Pin a-xít chì

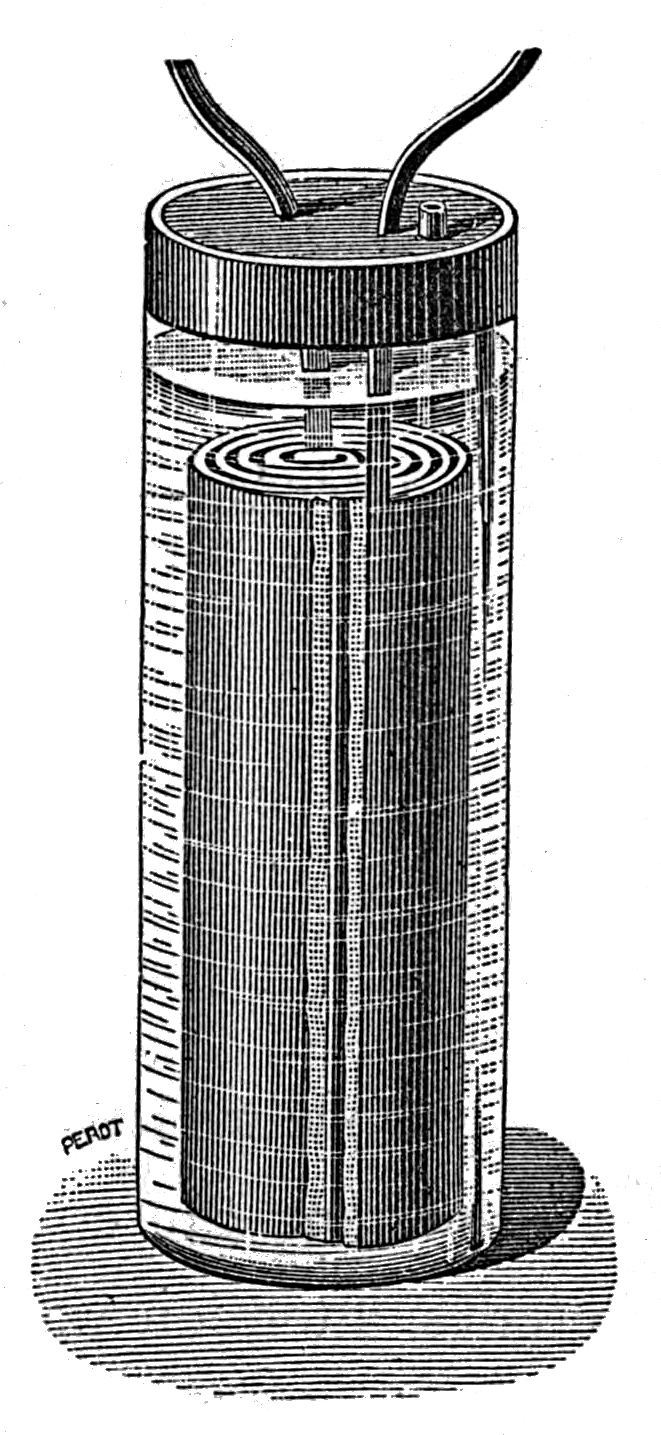
Cấu tạo của một cục pin a-xít chì.

Năm 1859, ông đã phát minh ra pin a-xít chì, loại pin điện có thể sạc lại đầu tiên. Mô hình ban đầu của ông bao gồm một cuộn xoắn ốc gồm hai tấm chì nguyên chất, ngăn cách bằng vải lanh được ngâm trong một bình thủy tinh chứa dung dịch acid sulfuric. Một năm sau đó, ông đã tặng chín viên pin a-xít chì cho Viện Hàn lâm Khoa học. Năm 1881, Camille Alphonse Faure đã phát triển một loại pin hiệu quả hơn, đáng tin cậy hơn, tạo ra thành công lớn cho những chiếc ô tô điện thời kỳ đầu.
Ông cũng nghiên cứu sự khác biệt giữa tĩnh điện, điện động (từ một viên pin) và phát minh ra một thiết bị cơ khí được ông gọi là "Máy ổn áp". Máy ổn áp sử dụng một dãy tụ điện mi-ca, một cổ góp xoay thông minh, một loạt các tiếp điểm để sạc song song một dãy tụ điện (từ nguồn pin cao áp) rồi mắc nối tiếp các tụ điện. Sự sắp xếp này đã nhân điện áp của pin với số tầng tụ điện để thu được điện áp rất cao. Bằng cách quay nhanh trục, một loạt tia lửa điện cao thế dài nhiều xăng-ti-mét có thể nhanh chóng được tạo ra. Thiết bị này là tiền thân cơ học của "Máy phát điện Marx" thời hiện đại. Sử dụng thiết bị này, ông đã khám phá ra sự phân hủy điện của không khí, sự hình thành của các hình Lichtenberg, sự xử lý của các sợi dây mỏng khi bị dòng điện cao phát xung.